# Paris Polikarpu
Paris Polikarpu (gr. Πάρης Πολυκάρπου; 23 września 2000 w Nikozji) – cypryjski piłkarz grający na pozycji pomocnika w klubie APOEL FC.

## Kariera juniorska
Polikarpu grał jako junior w Akademii Da Luz (2007–2009) i APOEL-u Nikozja.

## Kariera seniorska

### APOEL FC
Polikarpu zadebiutował w pierwszej drużynie APOEL-u FC 18 maja 2019 w meczu z AEL Limassol (wyg. 4:0).

### ASIL Lysi
Polikarpu został wypożyczony do ASIL Lysi 9 września 2019. Nie dostał tam jednak oczekiwanych szans.

### PO Ksilotimwu 2006
Polikarpu przyszedł na wypożyczenie do PO Ksilotimwu 2006 14 sierpnia 2020. Rozegrał tam 26 spotkań ligowych i jeden mecz w Pucharze Cypru.

## Kariera reprezentacyjna

### Cypr U-19
Polikarpu zadebiutował w reprezentacji Cypru do lat 19 13 lutego 2018 w towarzyskim meczu z Austrią U-18 (2:2), gdzie zagrał 14 minut. Wystąpił także dwa dni później w rewanżowym starciu przeciwko Austriakom (przeg. 0:2). Rozegrał także następne mecze towarzyskie z Liechtensteinem (24 kwietnia 2018, 6:1 i 26 kwietnia 2018, 2:0) i z Austrią U-19 (8 sierpnia 2018, 0:4).

### Cypr U-21
Polikarpu zaliczył debiut dla Cypru U-21 6 września 2019 w przegranym 2:1 spotkaniu przeciwko Norwegii, zdobywając wówczas swojego pierwszego gola. W 2019 rozegrał jeszcze 3 mecze – 10 września przeciwko Holandii (przeg. 5:1), 15 października przeciwko Białorusi (1:1) i 15 listopada ponownie przeciwko Norwegii (przeg. 1:2). Do kadry wrócił w 2022, kiedy to wystąpił w 3 starciach – 26 marca z Białorusią (przeg. 0:1), 6 czerwca z Grecją (wyg. 3:0) i 11 czerwca z Islandią (przeg. 0:5).

## Statystyki

### Klubowe
(aktualne na dzień 2 grudnia 2022)
| Klub               | Sezon              | Liga                      | Liga  | Liga   | Puchar kraju | Puchar kraju | Europa | Europa | Suma  | Suma   |
| Klub               | Sezon              | Liga                      | Mecze | Bramki | Mecze        | Bramki       | Mecze  | Bramki | Mecze | Bramki |
| ------------------ | ------------------ | ------------------------- | ----- | ------ | ------------ | ------------ | ------ | ------ | ----- | ------ |
| APOEL FC           | 2018/19            | Protathlima A’ Kategorias | 1     | 0      | 0            | 0            | 0      | 0      | 1     | 0      |
| APOEL FC           | 2019/20            | Protathlima A’ Kategorias | 0     | 0      | 0            | 0            | 0      | 0      | 0     | 0      |
| APOEL FC           | 2020/21            | Protathlima A’ Kategorias | 0     | 0      | 0            | 0            | 0      | 0      | 0     | 0      |
| APOEL FC           | 2021/22            | Protathlima A’ Kategorias | 7     | 0      | 2            | 0            | –      | –      | 9     | 0      |
| APOEL FC           | 2022/23            | Protathlima A’ Kategorias | 0     | 0      | 0            | 0            | 1      | 0      | 1     | 0      |
| APOEL FC           | Ogólnie            | Ogólnie                   | 8     | 0      | 2            | 0            | 1      | 0      | 11    | 0      |
| ASIL Lysi          | 2019/20            | Protathlima B’ Kategorias | 0     | 0      | 0            | 0            | –      | –      | 0     | 0      |
| ASIL Lysi          | Ogólnie            | Ogólnie                   | 0     | 0      | 0            | 0            | 0      | 0      | 0     | 0      |
| PO Ksilotimwu 2006 | 2020/21            | Protathlima B’ Kategorias | 26    | ?      | 1            | 0            | –      | –      | 27    | ?      |
| PO Ksilotimwu 2006 | Ogólnie            | Ogólnie                   | 26    | ?      | 1            | 0            | 0      | 0      | 27    | ?      |
| Ogólnie w karierze | Ogólnie w karierze | Ogólnie w karierze        | 34    | ?      | 3            | 0            | 1      | 0      | 38    | ?      |

### Reprezentacyjne
| Reprezentacja      | Rok                | Mecze | Bramki |
| ------------------ | ------------------ | ----- | ------ |
| Cypr U-19          | 2018               | 5     | 0      |
| Ogólnie            | Ogólnie            | 5     | 0      |
| Cypr U-21          | 2019               | 4     | 1      |
| Cypr U-21          | 2022               | 3     | 0      |
| Ogólnie            | Ogólnie            | 7     | 1      |
| Ogólnie w karierze | Ogólnie w karierze | 12    | 1      |

| Mecze i gole w reprezentacji | Mecze i gole w reprezentacji | Mecze i gole w reprezentacji | Mecze i gole w reprezentacji | Mecze i gole w reprezentacji | Mecze i gole w reprezentacji | Mecze i gole w reprezentacji | Mecze i gole w reprezentacji              |
| Cypr U-19                    | Cypr U-19                    | Cypr U-19                    | Cypr U-19                    | Cypr U-19                    | Cypr U-19                    | Cypr U-19                    | Cypr U-19                                 |
| Lp.                          | Data                         | Miejsce                      | Gospodarz                    | Gość                         | Wynik                        | Gol                          | Rozgrywki                                 |
| ---------------------------- | ---------------------------- | ---------------------------- | ---------------------------- | ---------------------------- | ---------------------------- | ---------------------------- | ----------------------------------------- |
| 1.                           | 13.02.2018                   | Larnaka                      | Cypr U-19                    | Austria U-18                 | 2:2                          |                              | Mecz towarzyski                           |
| 2.                           | 15.02.2018                   | Larnaka                      | Cypr U-19                    | Austria U-18                 | 0:2                          |                              | Mecz towarzyski                           |
| 3.                           | 24.04.2018                   | Ruggell                      | Liechtenstein U-19           | Cypr U-19                    | 2:1                          |                              | Mecz towarzyski                           |
| 4.                           | 26.04.2018                   | Ruggell                      | Liechtenstein U-19           | Cypr U-19                    | 5:1                          |                              | Mecz towarzyski                           |
| 5.                           | 08.08.2018                   | Bad Erlach                   | Austria U-19                 | Cypr U-19                    | 4:0                          |                              | Mecz towarzyski                           |
| Cypr U-21                    |                              |                              |                              |                              |                              |                              |                                           |
| Lp.                          | Data                         | Miejsce                      | Gospodarz                    | Gość                         | Wynik                        | Gol                          | Rozgrywki                                 |
| 1.                           | 06.09.2019                   | Drammen                      | Norwegia U-21                | Cypr U-21                    | 2:1                          | Gol                          | Mistrzostwa Europy U-21 2021 – eliminacje |
| 2.                           | 10.09.2019                   | Doetinchem                   | Holandia U-21                | Cypr U-21                    | 5:1                          |                              | Mistrzostwa Europy U-21 2021 – eliminacje |
| 3.                           | 15.10.2019                   | Larnaka                      | Cypr U-21                    | Białoruś U-21                | 1:1                          |                              | Mistrzostwa Europy U-21 2021 – eliminacje |
| 4.                           | 15.11.2019                   | Larnaka                      | Cypr U-21                    | Norwegia U-21                | 1:2                          |                              | Mistrzostwa Europy U-21 2021 – eliminacje |
| 5.                           | 26.03.2022                   | Achna                        | Cypr U-21                    | Białoruś U-21                | 0:1                          |                              | Mistrzostwa Europy U-21 2023 – eliminacje |
| 6.                           | 06.06.2022                   | Achna                        | Cypr U-21                    | Grecja U-21                  | 3:0                          |                              | Mistrzostwa Europy U-21 2023 – eliminacje |
| 7.                           | 11.06.2022                   | Reykjavík                    | Islandia U-21                | Cypr U-21                    | 5:0                          |                              | Mistrzostwa Europy U-21 2023 – eliminacje |

## Sukcesy
Sukcesy w karierze klubowej:
- Mistrzostwo Cypru (1×): 2018/2019